# ΜTorrent
µTorrent («мю-торент», також відомий як uTorrent або microTorrent) — безплатна програма, BitTorrent-клієнт для Windows, Mac OS X та Linux, написаний мовою C++; відрізняється невеликим розміром та достатньою функціональністю.
Станом на 2023 рік має версії: µTorrent Web (для Windows / Mac), µTorrent Classic (Windows, Windows Beta, Mac, Linux), µTorrent Android і µTorrent Remote.

## Можливості
Виконуваний файл потребує близько 260 кБ на диску, програма використовує мінімум оперативної пам'яті і ресурсів процесора і може працювати навіть на застарілих комп'ютерах з процесором рівня Intel 486.
Деякі можливості програми:
- обмеження максимальних швидкостей завантаження і віддачі;
- налаштування цих обмежень залежно від часу;
- обмеження максимальних швидкостей кожного завдання;
- налаштування кешування файлів на жорсткому диску;
- підтримка DHT і Peer Exchange;
- режим початкової роздачі (суперсід);
- автоматичне завантажування торентів зі стрічки новин RSS;
- підтримка проксі-серверів;
- можливість підключення до трекера по HTTPS;
- шифрування протоколу, сумісне з Azureus, BitTorrent і BitComet;
- підтримка Юнікода в усіх версіях Windows;
- підтримка UPnP в усіх версіях Windows;
- повна підтримка операційної системи Windows Vista;
- налаштування інтерфейсу програми;
- локалізація 66 мовами, серед яких є українська[8];
- вебінтерфейс (віддалене управління програмою з браузеру) — доступний в бета-версії;
- підтримка магніт-посилання;
- можливість використовувати шифрування всього трафіку для обходу блокування торента в мережі.[9].

## Кросплатформеність
Перша альфа-версія μTorrent під Linux була представлена 1 вересня 2010 під 32-bit Ubuntu 9.10+, Debian 5+, Fedora 12+ і має версію 3.0 build 21701. Має вебінтерфейс, доступний за адресою http://localhost:8080/gui/.

### Основні можливості
- Web-based remote control daemon
- Декілька одночасних завантажень
- Настроюваний планувальник пропускної спроможності
- Обмеження швидкості для всіх або окремих торентів
- Швидке відновлення перерваних передач
- Підтримка обміну без трекера (Mainline DHT)

## Історія

### Історія релізів
| Версія  | Розмір, кб | Дата             |
| ------- | ---------- | ---------------- |
| 1.0.0   | 77         |                  |
| 1.1     |            | 2005-09-21       |
| 1.1.7   |            | 2005-10-21       |
| 1.1.7.2 | 98         | 2005-10-22       |
| 1.2.2   | 107        | 2005-11-25       |
| 1.3.0   | 115        | 2005-12-10       |
| 1.4.2   | 142        | 2006-01-11       |
| 1.5.0   | 155        | 2006-03-08       |
| 1.6.1   | 173        | 2007-02-15       |
| 1.7     |            | 2007-04-05       |
| 1.7.1   |            | 2007-07-13       |
| 1.7.2   |            | 2007-07-21       |
| 1.7.3   |            | 2007-09-06       |
| 1.7.4   |            | 2007-09-06       |
| 1.7.7   | 214        | 2008-01-25       |
| 1.8     |            | 2008-08-09       |
| 1.8.1   |            | 2008-10-06       |
| 1.8.2   |            | 2009-01-24       |
| 1.8.3   |            | 2009-06-13       |
| 1.8.4   |            | 2009-08-12       |
| 1.8.5   | 282        | 2009-10-29       |
| 2.0.0   | 311        | 2010-01-25       |
| 2.0.1   | 313.8      | 2010-04-16       |
| 2.0.2   | 314.8      | 2010-05-13       |
| 2.0.3   | 319.8      | 2010-07-21       |
| 2.0.4   | 320.37     | 2010-08-25       |
| 2.2     | 385.37     | 2010-11-09       |
| 2.2.1   | 389.87     | 2011-03-09       |
| 3.0     | 624        | 2011-06-23       |
|         |            |                  |
| 3.1     | 718.87     | 2011-12-08       |
|         |            |                  |
| 3.2     | 732.87     | 2012-03-21       |
|         |            |                  |
| 3.3     | 1.00 MB    | 2013-02-15       |
|         |            |                  |
| 3.4     | 1.21 MB    | 2013-10-15       |
|         |            |                  |
| 3.4.1   | 1.31 MB    | 2014-01-22       |
|         |            |                  |
| 3.4.2   | 1.59 MB    | 2014-05-29       |
|         |            |                  |
| 3.4.3   | 1.66 MB    | 2015-04-21       |
|         |            |                  |
| 3.5.5   |            | == 2020-02-02 == |

## Розробка
μTorrent спочатку замислювався як продуктивний клієнт, мінімальний як за розміром, так і можливостями. Розробник μTorrent Людвіг Стрігеус почав писати клієнт восени 2004 року, потім закинув проєкт приблизно на рік та відновив роботу у вересні 2005 року. Перша доступна версія (1.1 бета) з'явилася 18 вересня 2005 року.

## PeerFactor SARL
4 березня 2006 року компанія PeerFactor SARL оголосила про підписання шестимісячного контракту зі Стригеусом для розробки «додатків для розповсюдження контенту через інтернет». Ця компанія була утворена колишніми співробітниками компанії PeerFactor, яка деякий час була підрозділом французької «антипіратської» організації RetSpan, відомої своїми підривними діями щодо P2P-мереж. У зв'язку з цим деякі користувачі висловили припущення, що Стригеусу не можна довіряти і що μTorrent може містити додатковий код для відстеження дій користувачів. Домени utorrent.com, microtorrent.com та peerfactor.biz були занесені до чорного списку програми PeerGuardian, Стрігеус заявив, що до підписання контракту не був поінформований про зв'язок співробітників PeerFactor SARL з організацією RetSpan і що новий проєкт ніяк не зачіпає розробку μTorrent. Жодних фактів, що свідчать про наявність у μTorrent подібних додаткових модулів, не виявлено.

## Купівля компанією BitTorrent, Inc
У середині 2006 року Мартін Лорентсон шукає співробітників для свого нового проєкту Spotify і через спільних знайомих університету Чалмерса виходить на Людвіга і знайомить його Даніелем Еком. Останній вирішує викупити μTorrent, щоб Людвіг зосередився на Spotify. Даніелю μTorrent теж не потрібен і 7 грудня 2006 року μTorrent перейшов у власність компанії BitTorrent, Inc. Відповідно до угоди, основну подальшу розробку клієнта буде здійснювати BitTorrent, Inc, а Стрігеус стане технічним консультантом. μTorrent залишиться програмою із закритим вихідним кодом, BitTorrent, починаючи з 6-ї версії, ґрунтується на його вихідному коді і має майже однаковий із ним інтерфейс. Вебсайт і форум μTorrent поки що залишаться без змін.

## µTorrent Pro
15 липня 2011 року компанія BitTorrent оголосила про підготовку до релізу платної версії програми µTorrent Plus, пізніше перейменованої на µTorrent Pro.
Ця версія пропонує додаткові функції, такі як інтегроване перетворення файлів, антивірус та вбудований медіаплеєр.

## µTorrent Pheon
Проєкт Pheon - це новий протокол P2P для поширення потокових даних через Інтернет без необхідності використання інфраструктури та з мінімальною затримкою. 22 липня 2011 р. о 20:00 (GMT) розпочався перший бета-тестинг потокового мовлення за протоколом Pheon. Транслювалися 1-3 епізоди серіалу Zenith, що йде каналом Sci-Fi. Для перегляду потрібно було встановити клієнтське програмне забезпечення BTLive.

## Вимова назви
Відповідно до назви грецької літери μ (мю), назву клієнта слід вимовляти як «мю-торрент». Ще один варіант — «мікро-торрент». Тут обігрується невеликий розмір програми, а також той факт, що в системі одиниць SI літера μ відповідає приставці «мікро».

## Реклама
Починаючи з версії 3.2.2, дистрибутив поставляється з вбудованим рекламним модулем у вигляді посилання на торент-файл (як правило, на платну програму), який автоматично завантажується при кліку. Рекламний блок можна вимкнути у налаштуваннях застосунку.

## Вірусна активність у μTorrent
При установці торент-клієнта μTorrent (версія 3.4.2 build 28913 і пізніше) встановлювалася додаткова програма EpicScale (є можливість відмовитися від доустановки), яка дозволяє використовувати ресурси комп'ютера під час простою для розподілених обчислень. Представники μTorrent запевняють, що нині мережа EpicScale використовується для майнінгу криптовалюти (без уточнення назви), частина отриманих коштів йде на фінансування компанії, частина – на благодійність. За повідомленнями російськомовних ЗМІ, EpicScale здійснює процес «бітторент-майнінгу». Іншомовні ЗМІ повідомляли, що насправді проводиться майнінг криптовалюти Litecoin.28 березня 2015 року EpicScale була повністю видалена з інсталятора і в усіх наступних версіях не була присутня.У грудні 2021 року під час використання Windows 10 перестає працювати програма μTorrent. Причому при перевстановленні μTorrent у деяких користувачів виникла проблема, коли архівний файл μtorrent.zip, завантажений з офіційного сайту μTorrent як дистрибутив, блокується фільтром SmartScreen у Microsoft Defender як потенційно небажаний додаток. У результаті при скануванні персонального комп'ютера антивірусною програмою виявляється два віруси з сімейства OpenCandy. Ця програма проникла в операційну систему потайним чином через звантаження безплатної програми μTorrent. Тобто, вірус прикріплюється до програми, що звантажується, і при її звантаженні вірус завантажується в систему теж. В результаті антивірусна система робить дії щодо видалення з комп'ютера програми μTorrent. Раніше з μTorrent міг завантажити Web Companion (так званий фейковий вірусний «антивірус»), який заважає користувачеві у вигляді настирливої реклами в браузері.

## Виноски
1. ↑  Архівована копія. Архів оригіналу за 5 серпня 2019. Процитовано 16 березня 2014.{{cite web}}:  Обслуговування CS1: Сторінки з текстом «archived copy» як значення параметру title (посилання)
2. ↑  μTorrent Mac 1.8.7 stable. Архів оригіналу за 26 липня 2019. Процитовано 16 березня 2014.
3. ↑  22 листопада 2015; 9 років томуμTorrent Mac 1.8.4 stable [Архівовано 26 липня 2019 у Wayback Machine.]
4. ↑  Архівована копія. Архів оригіналу за 12 березня 2014. Процитовано 16 березня 2014.{{cite web}}:  Обслуговування CS1: Сторінки з текстом «archived copy» як значення параметру title (посилання)
5. ↑  Архівована копія. Архів оригіналу за 26 липня 2019. Процитовано 16 березня 2014.{{cite web}}:  Обслуговування CS1: Сторінки з текстом «archived copy» як значення параметру title (посилання)
6. ↑  Wine Support Honor Roll. Архів оригіналу за 3 липня 2013. Процитовано 16 грудня 2009.
7. ↑  uTorrent For Linux Is Coming, Finally. TorrentFreak. Архів оригіналу за 3 липня 2013. Процитовано 4 червня 2010.
8. ↑  Архівована копія. Архів оригіналу за 15 лютого 2012. Процитовано 5 травня 2010.{{cite web}}:  Обслуговування CS1: Сторінки з текстом «archived copy» як значення параметру title (посилання)
9. ↑  Обход блокировки торрента в сети с посощью uTorrent. utorrent-ru.info. Архів оригіналу за 28 жовтня 2021. Процитовано 29 вересня 2020.